# Betne, Khanapur
Betne là một làng thuộc tehsil Khanapur, huyện Belgaum, bang Karnataka, Ấn Độ.